# Adolfo López Mateos (Chiapas)
Adolfo López Mateos es una localidad del estado mexicano de Chiapas. Es parte del municipio de Mezcalapa.

## Toponimia
El nombre de la localidad rinde homenaje a Adolfo López Mateos, presidente de México de 1958 a 1964.

## Demografía
| Gráfica de evolución demográfica |
|                                  |

| Censo | Población |
| ----- | --------- |
| 1990  | 240       |
| 2000  | 874       |
| 2010  | 1 342     |
| 2020  | 1 456     |